# David Bruce Norman
David Bruce Norman (nascut el 20 de juny del 1952 al Regne Unit) és un paleontòleg britànic que actualment treballa com a conservador en cap de paleontologia dels vertebrats al Museu Sedgwick (Universitat de Cambridge). Fou el director del museu entre el 1991 i el 2011.
És professor del Christ's College, on ensenya ciències de la Terra en el tripos de ciències naturals. Membre de la Palaeontological Association, ha estudiat l'iguanodont i participat en els estudis científics inclosos en l'obra The Dinosauria (2a edició). Equijubus normani fou anomenat en honor seu.
El 2017, fou un dels tres paleontòlegs britànics que plantejaren una nova hipòtesi radical sobre la primera fase de l'evolució dels dinosaures i les interrelacions d'aquests animals en un article publicat a la revista Nature. En aquest article, Norman i els seus coautors suggeriren que els ornitisquis i els teròpodes eren parents propers i formaven un nou clade, anomenat «Ornithoscelida».
És un gran amant del rugbi. De tant en tant, fa d'àrbitre per a la Cambridge University and District Rugby Referees Society (CUDRRS), cosa que li ha valgut el sobrenom de Refosaurus Rex ('Arbitresaure Rex').